# زیرژکوویتسه (استان اوپوله)
زیرژکوویتسه (به لهستانی: Dzierżkowice) یک منطقهٔ مسکونی در لهستان است که در گمینا برانگتسه واقع شده‌است.